# Melanargia galathea
Espèce
Statut de conservation UICN

 LC : Préoccupation mineure
Le Demi-deuil (Melanargia galathea), est une espèce de lépidoptères (papillons) appartenant à la famille des Nymphalidae, à la sous-famille des Satyrinae, à la tribu des Satyrini et au genre Melanargia.

## Description
C'est un papillon de taille moyenne qui présente un damier noir et blanc plus ou moins à damiers noirs mais toujours à damiers noirs dans les aires basales et distales. Dans les formes Melanargia galathea procida Herbst et encore plus chez Melanargia galathea magdalanea Reichl, le noir domine.

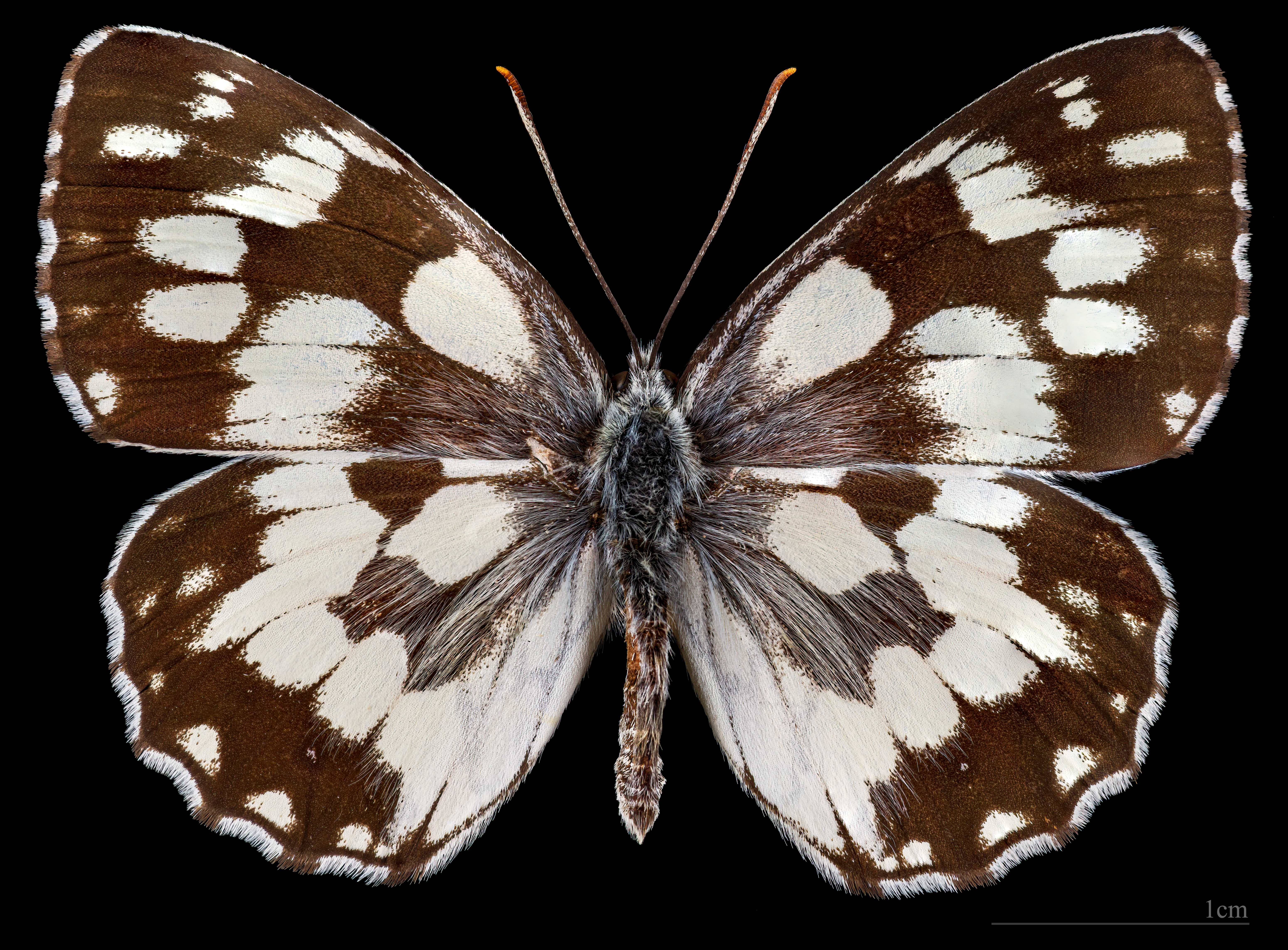
♂
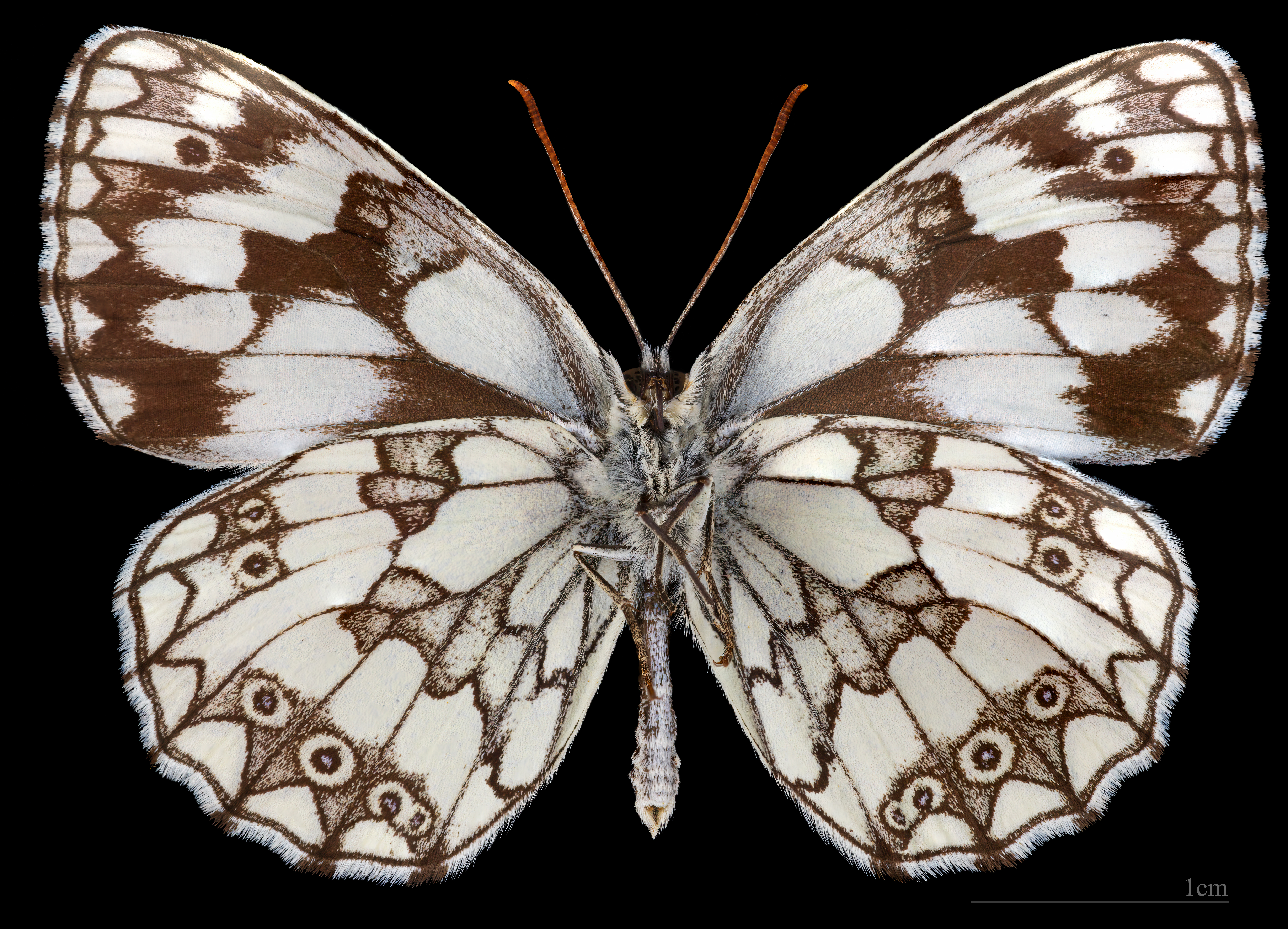
♂ △
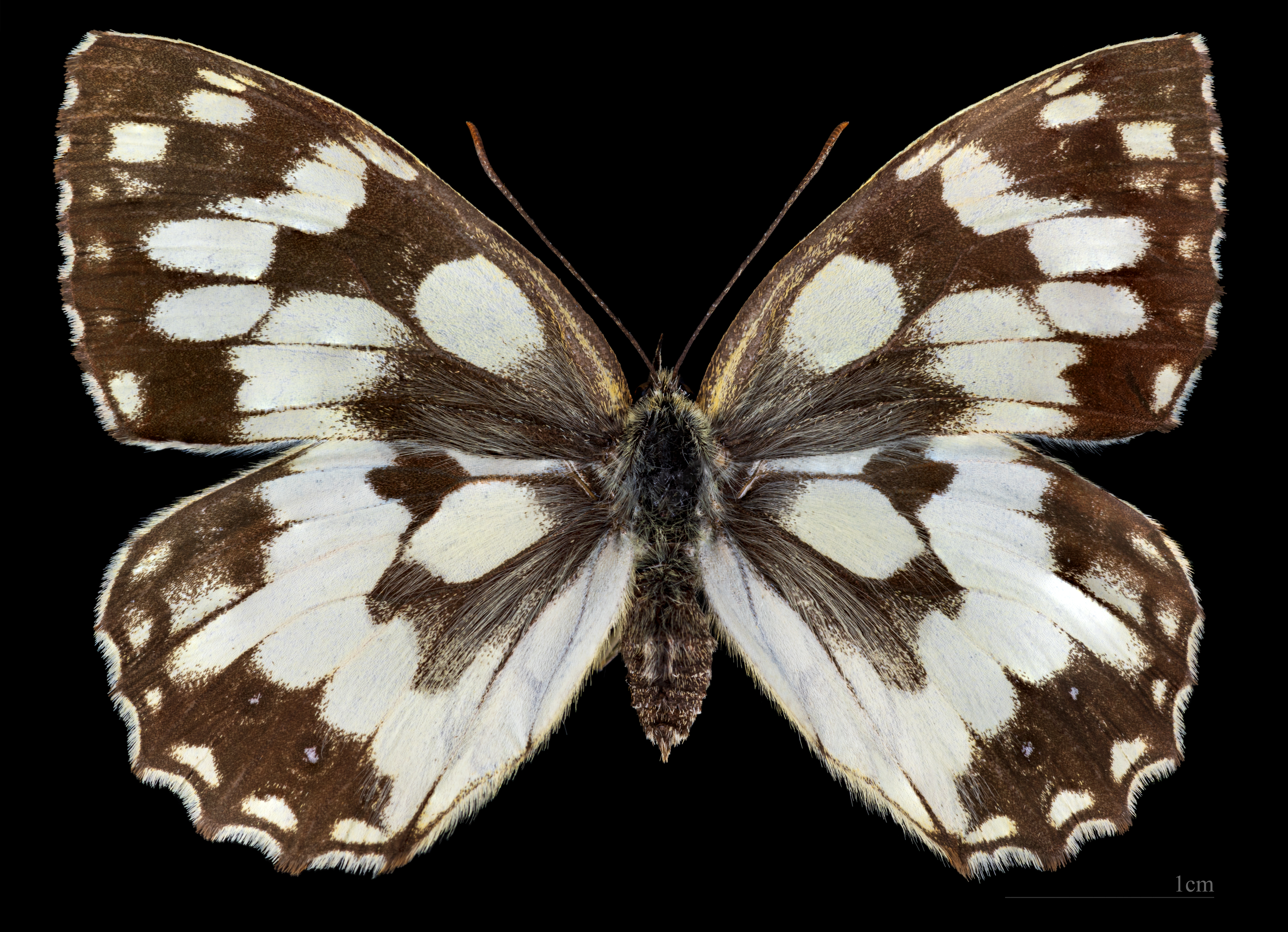
♀
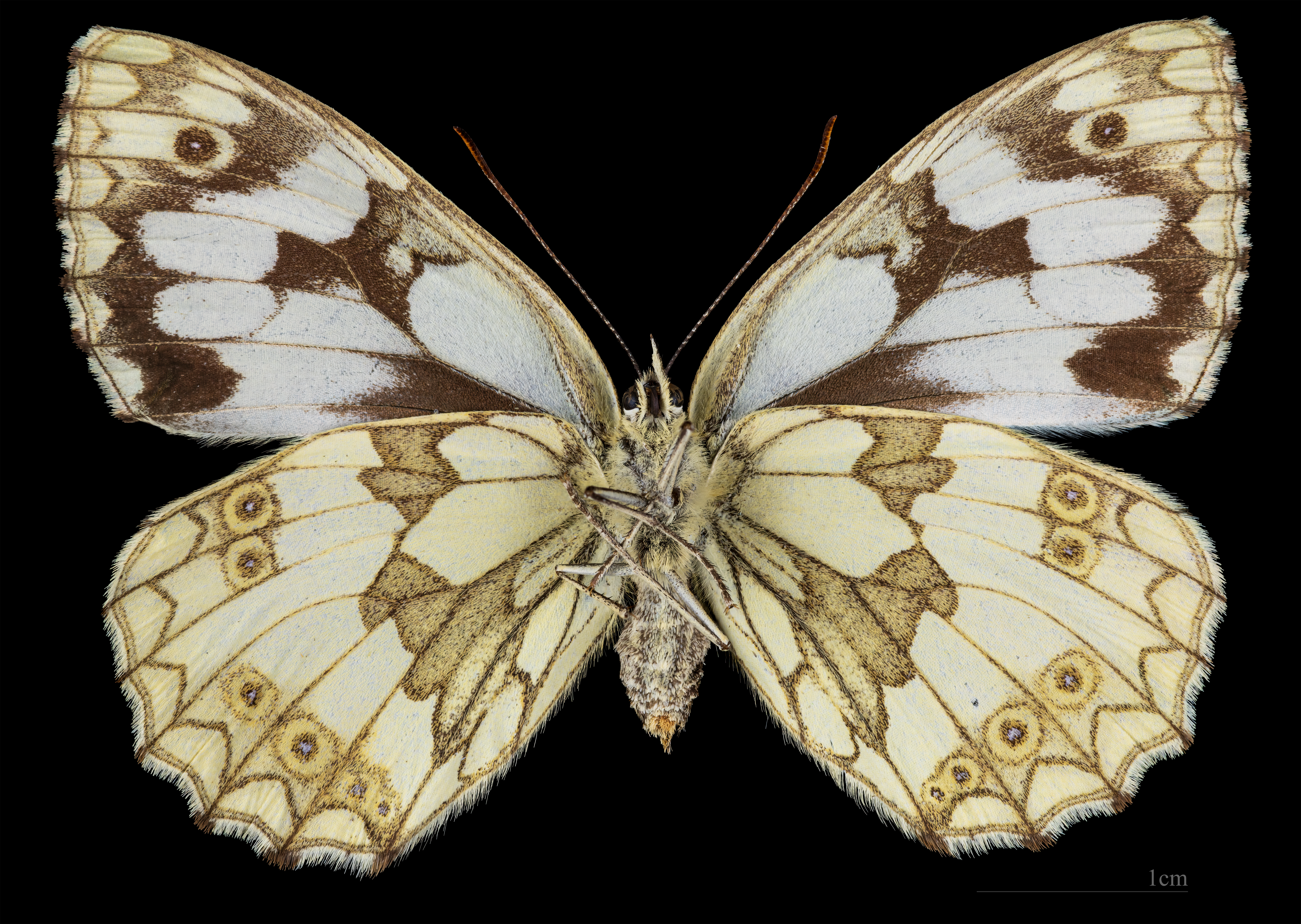
♀ △

Le revers dessine en noir les limites des damiers avec dans la forme type une ligne d'ocelles aux postérieures. Le revers de la forme Melanargia galathea leucoderma Esper est blanc.
Certaines formes peu répandues en Europe sont plus ocre clair que blanches.

### Espèce ressemblante
L'Échiquier ibérique (Melanargia lachesis), répandu dans la péninsule ibérique et dans le Languedoc-Roussillon, s'en distingue par ses dessins noirs très réduits dans la zone basale de la face supérieure des ailes.

### Chenille
La chenille possède une tête brun roux et un corps marron clair orné d'une paire de lignes latéro-dorsales jaunâtres et d'une ligne claire sur le flanc. L'abdomen est pourvu de pointes postérieures marron roux.

## Biologie
Les œufs sont simplement abandonnés en vol par la femelle ou lâchés d'un perchoir. La chenille éclot environ trois semaines plus tard. Les larves grignotent quelques feuilles avant de chercher un abri pour l'hivernage. La chenille reprend son activité au printemps; elle se nymphose fin mai, à proximité du sol. La chrysalide, blanchâtre ou jaunâtre, repose à l'abri d'un réseau soyeux lâche.

### Période de vol et hibernation
La période de vol s'étend de mai à septembre en une seule génération.
Contrairement à de nombreux autres Rhopalocères, le mâle ne guette pas le passage des femelles depuis un perchoir, mais recherche activement en vol celles qui viennent d'émerger parmi les poacées (graminées).

### Plantes hôtes
La chenille se nourrit de Poacées, en particulier Phleum (Phleum pratense), Poa (Poa annua, Poa trivalis), Festuca rubra, Bromus erectus, Dactylis, Brachypodium pinnatum, Agrostis capillaris,.
La chenille du Demi-deuil se nourrit préférentiellement de graminées parasitées par des champignons endophytes contenant des alcaloïdes pyrrolizidiniques qui, en plus d'être toxiques, ont également des propriétés antibactériennes. Ainsi, en plus d'offrir une protection contre les prédateurs, ces substances chimiques pourraient également renforcer la résistance de la chenille et du papillon aux maladies bactériennes.

## Écologie et distribution

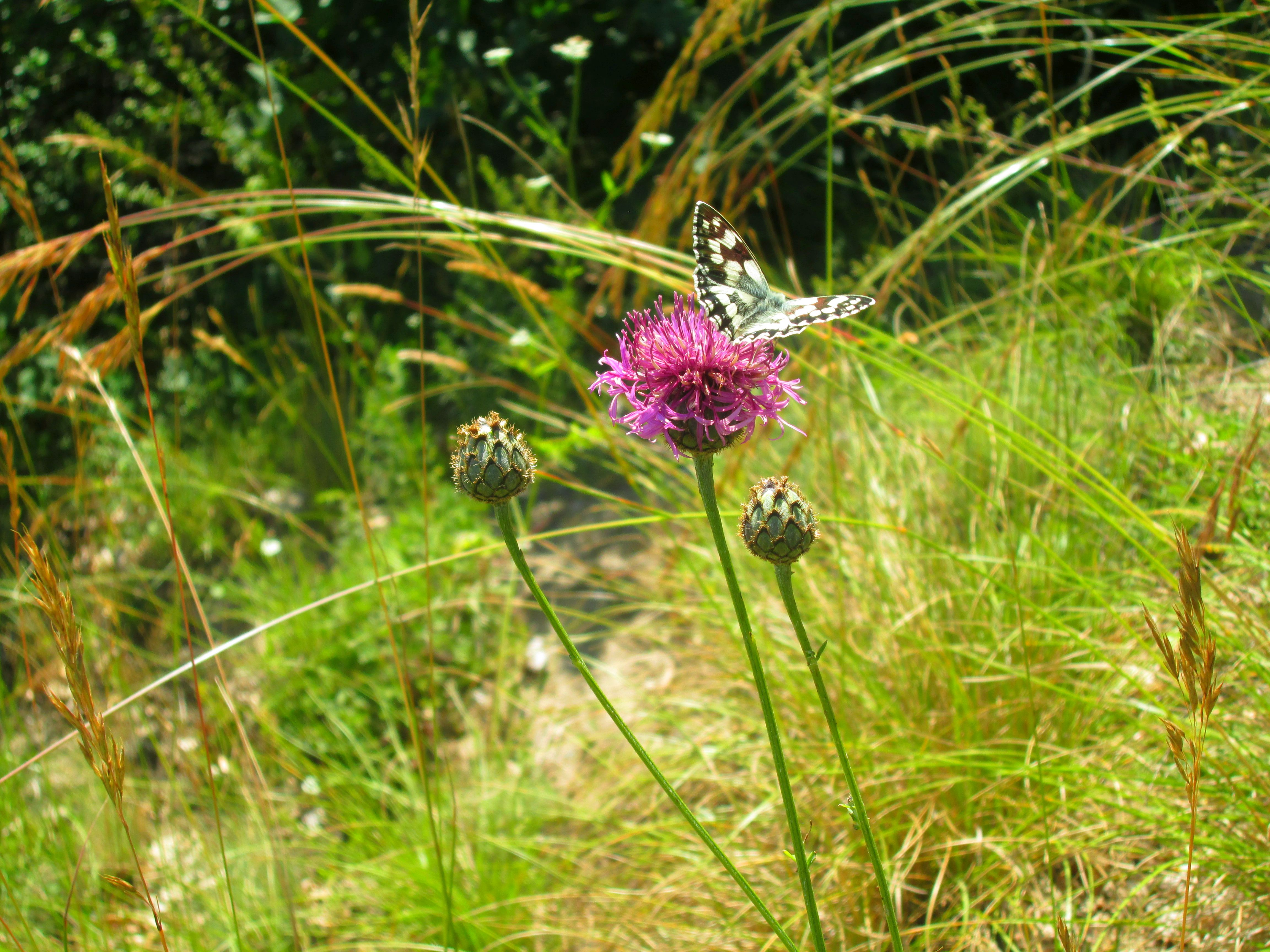
Demi-deuil sur une Centaurée scabieuse dans l'aire protégée de Chelin (Suisse).

Le Demi-deuil est un papillon présent en Afrique du Nord et dans toute l'Europe excepté le Portugal, l'Espagne (sauf le nord) et le nord de l'Europe (Irlande, Écosse, Scandinavie). Il est présent en Asie mineure, Iran et dans le sud de la Russie et un isolat existe au Japon.
En France métropolitaine, il est présent dans tous les départements sauf en Corse.

### Biotope
Il réside dans tous types de lieux herbus. Il apprécie les fleurs de Centaurées.

## Systématique
L'espèce Melanargia galathea a été décrite par le naturaliste suédois Carl von Linné en 1758.

### Noms vernaculaires
- Le Demi-deuil ou Échiquier ou Échiquier commun ou Arge galathée en français
- Marbled White en anglais, Damenbrett ou Schachbrett en allemand et Medioluto norteña en espagnol[5],[8].

### Taxinomie
Sous-espèces
- Melanargia galathea galathea présent en Europe.
- Melanargia galathea donsa Fruhstorfer, 1916 ; dans le Caucase.
- Melanargia galathea lucasi (Rambur, 1858) le Demi-deuil d'Afrique du Nord en Afrique du Nord.
- Melanargia galathea magdalenae Reichl, 1975
- Melanargia galathea procida (Herbst, 1796); Du Sud-Est de la France au Frioul en Italie
- Melanargia galathea satnia Fruhstorfer, 1917 ; dans le Caucase.
- Melanargia galathea tenebrosa Fruhstorfer, 1917[5].

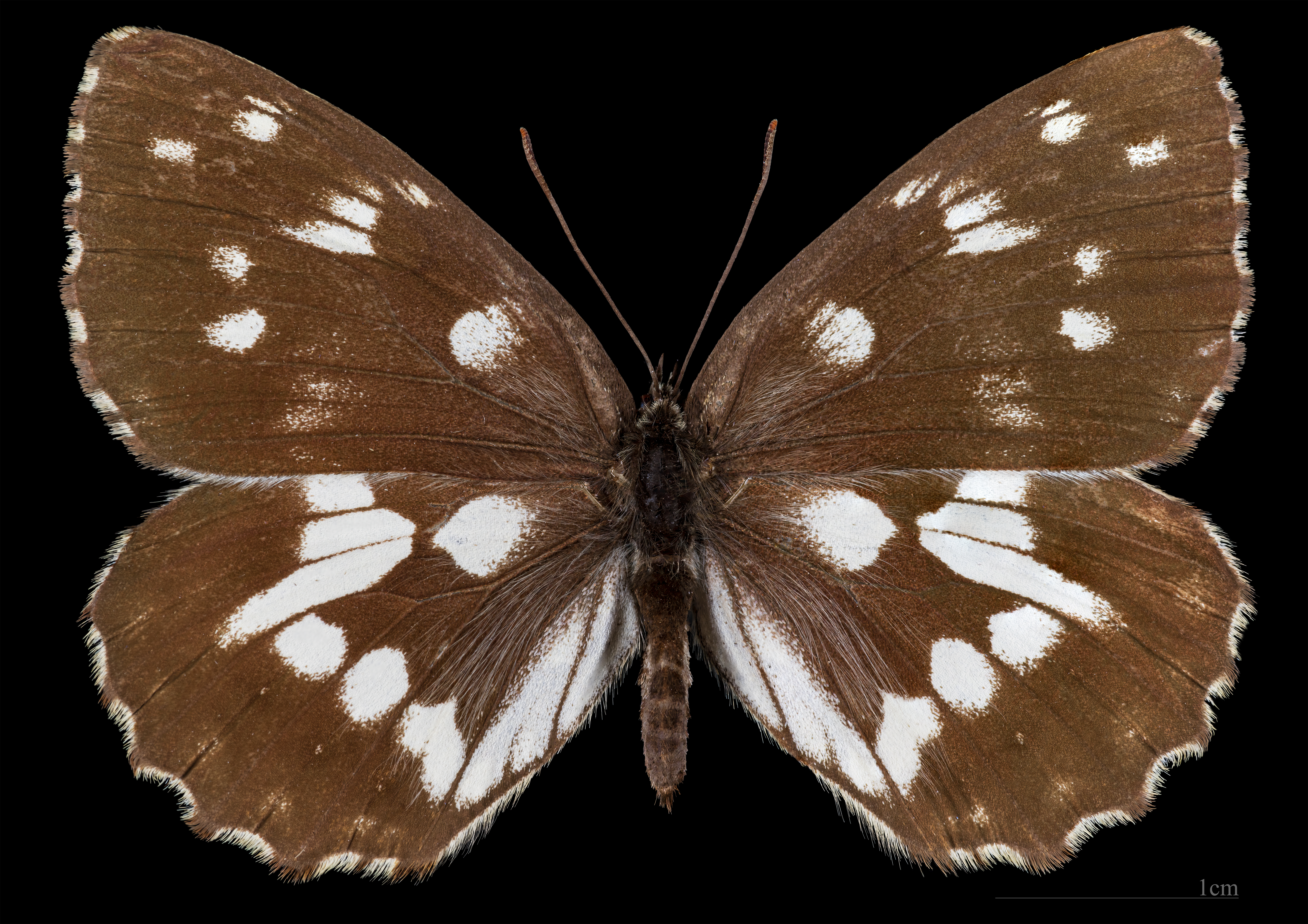
Melanargia galathea magdalenae ♀
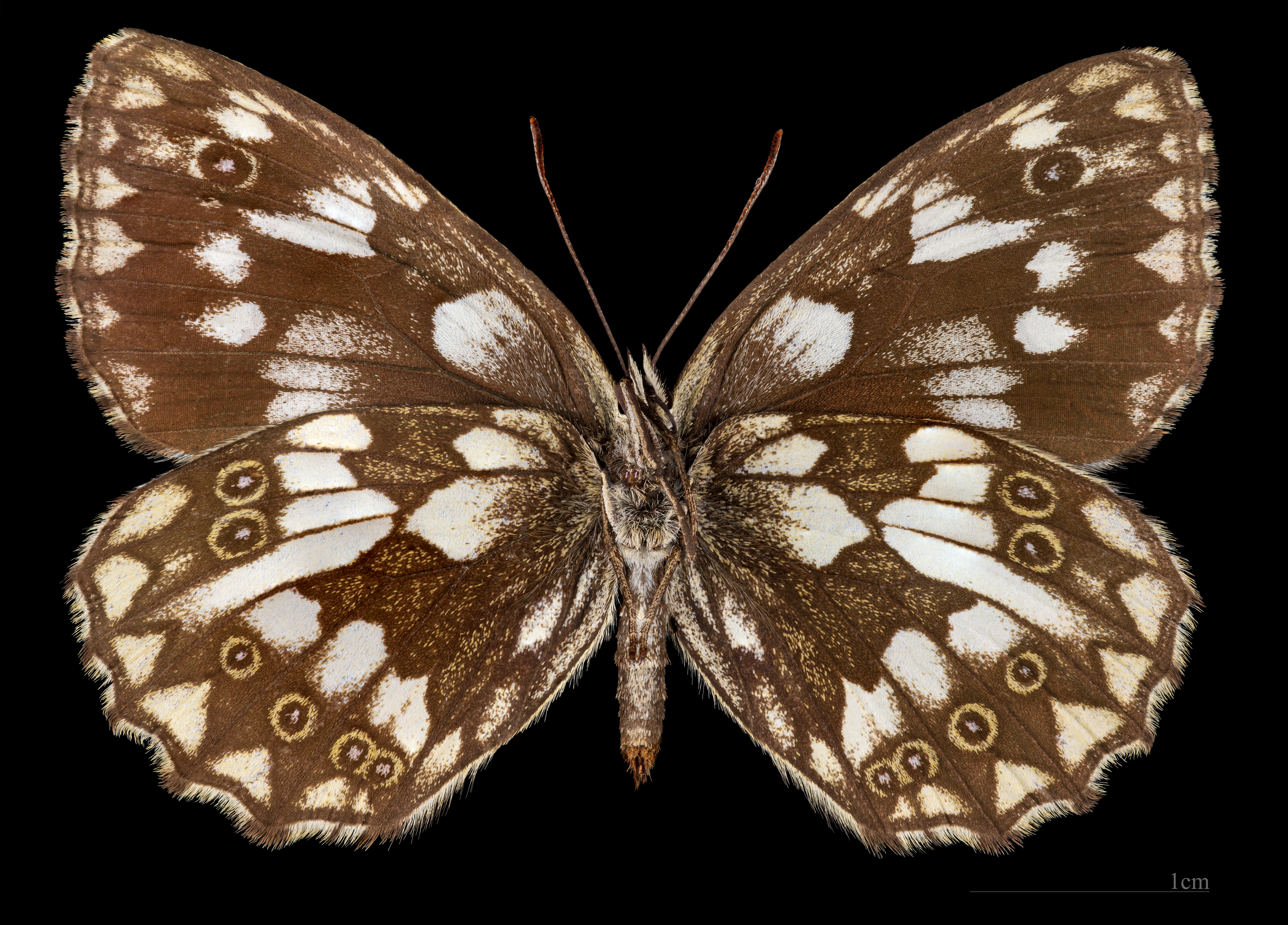
Melanargia galathea magdalenae ♀ △
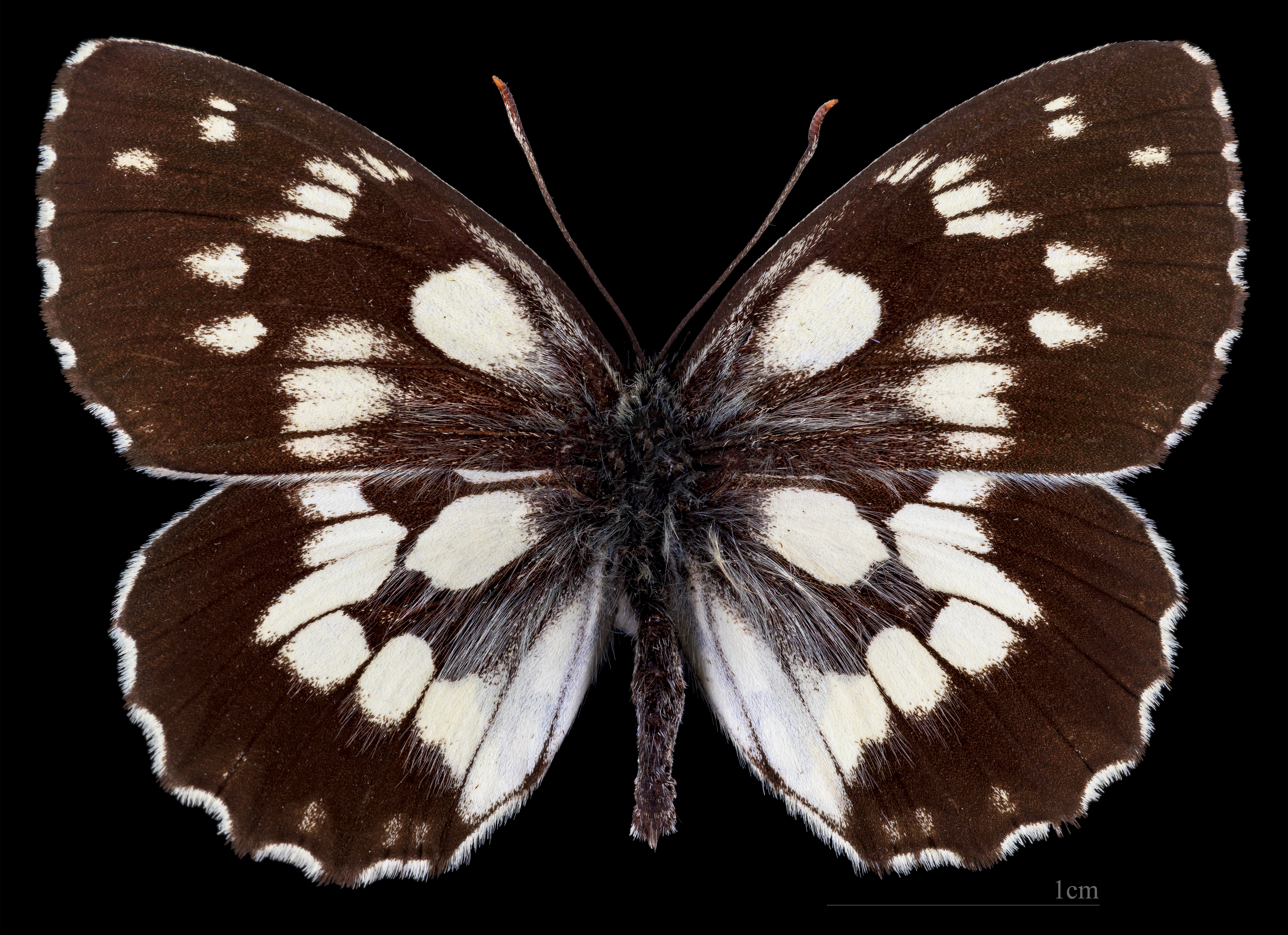
Melanargia galathea procida ♂
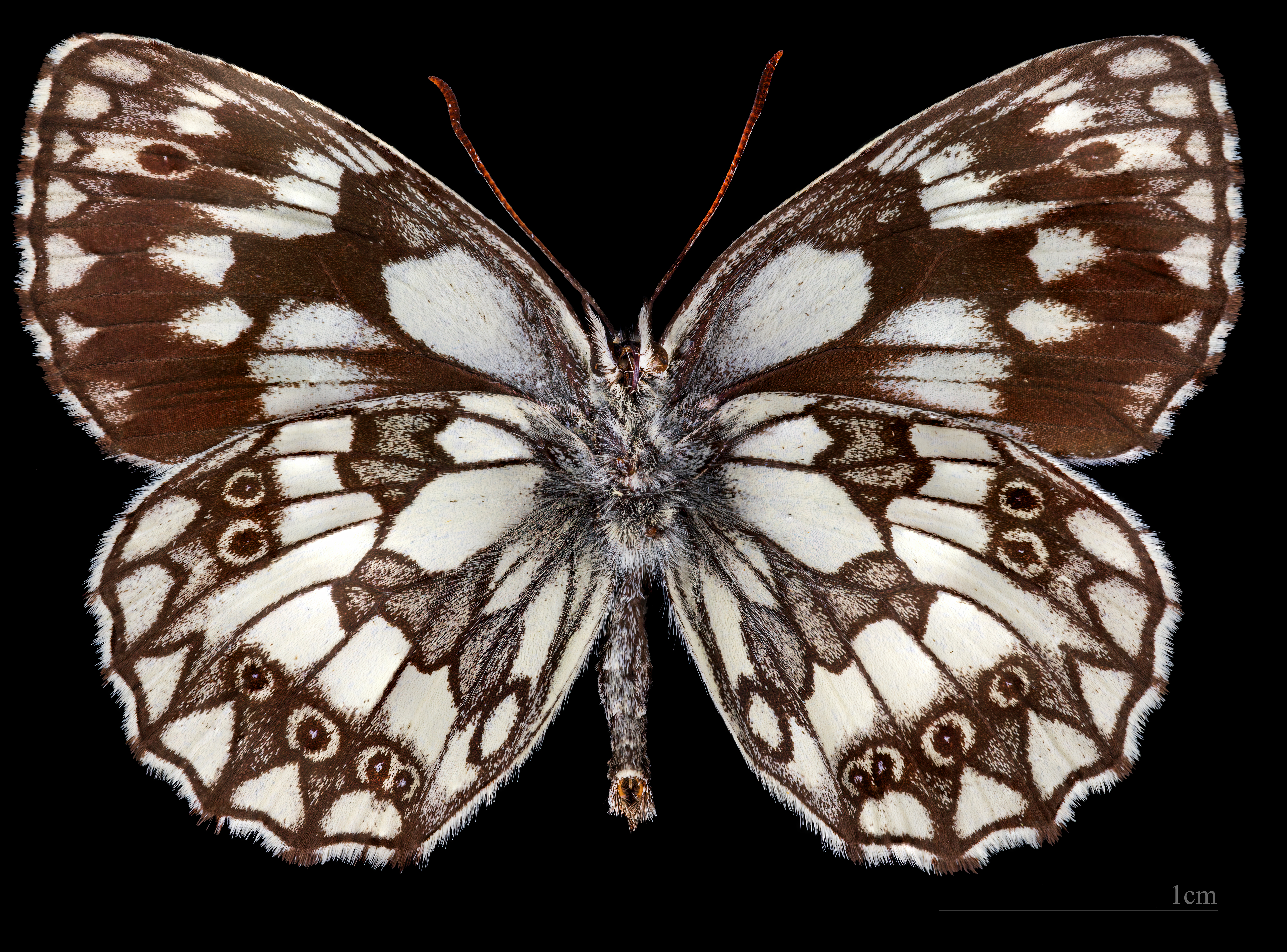
Melanargia galathea procida ♂  △

formes
- Melanargia galathea f. leucomelas, dans les Alpes, particulièrement caractérisé par le revers des ailes des femelles[9],[10]

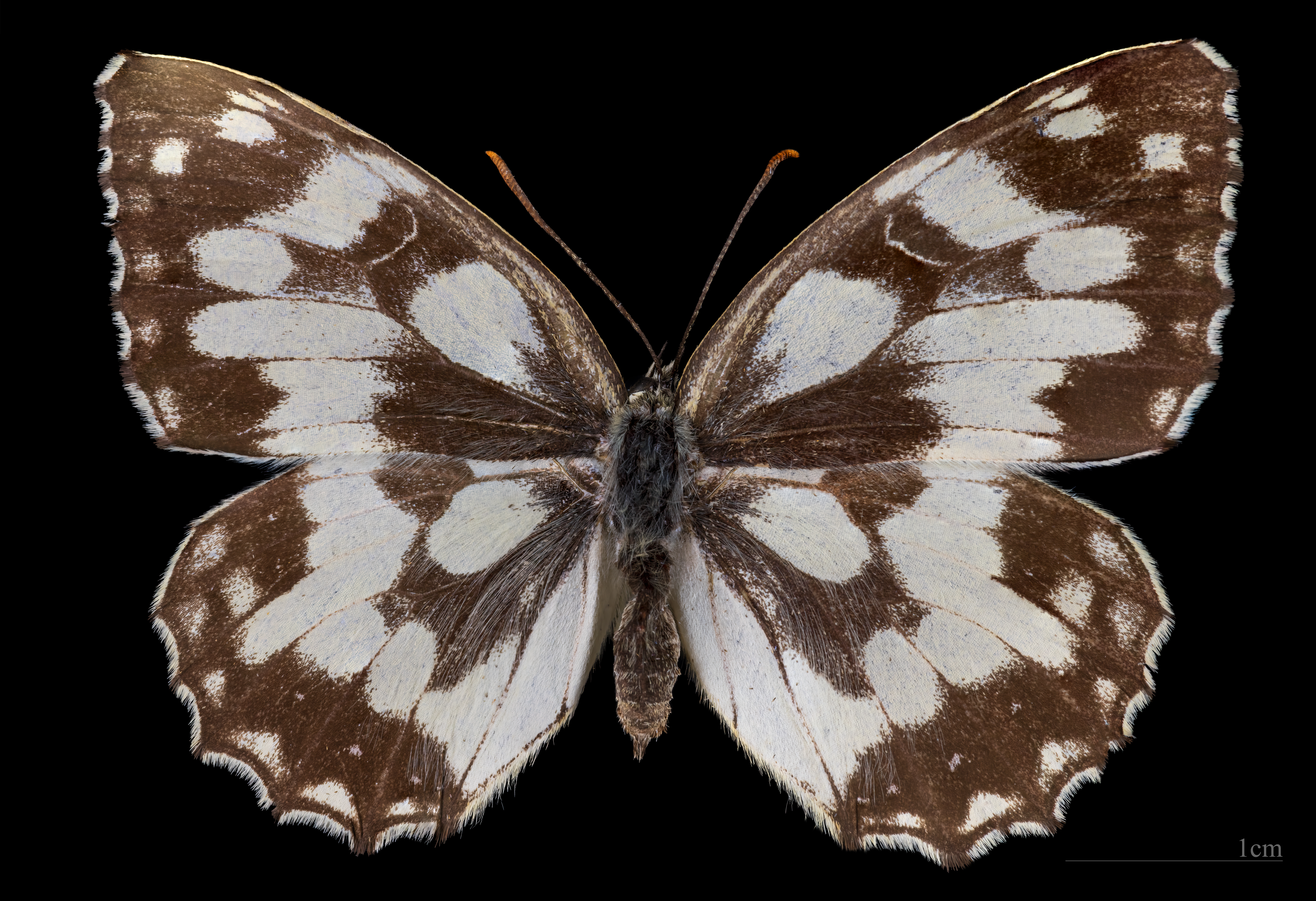
Melanargia galathea f. leucomelas ♀
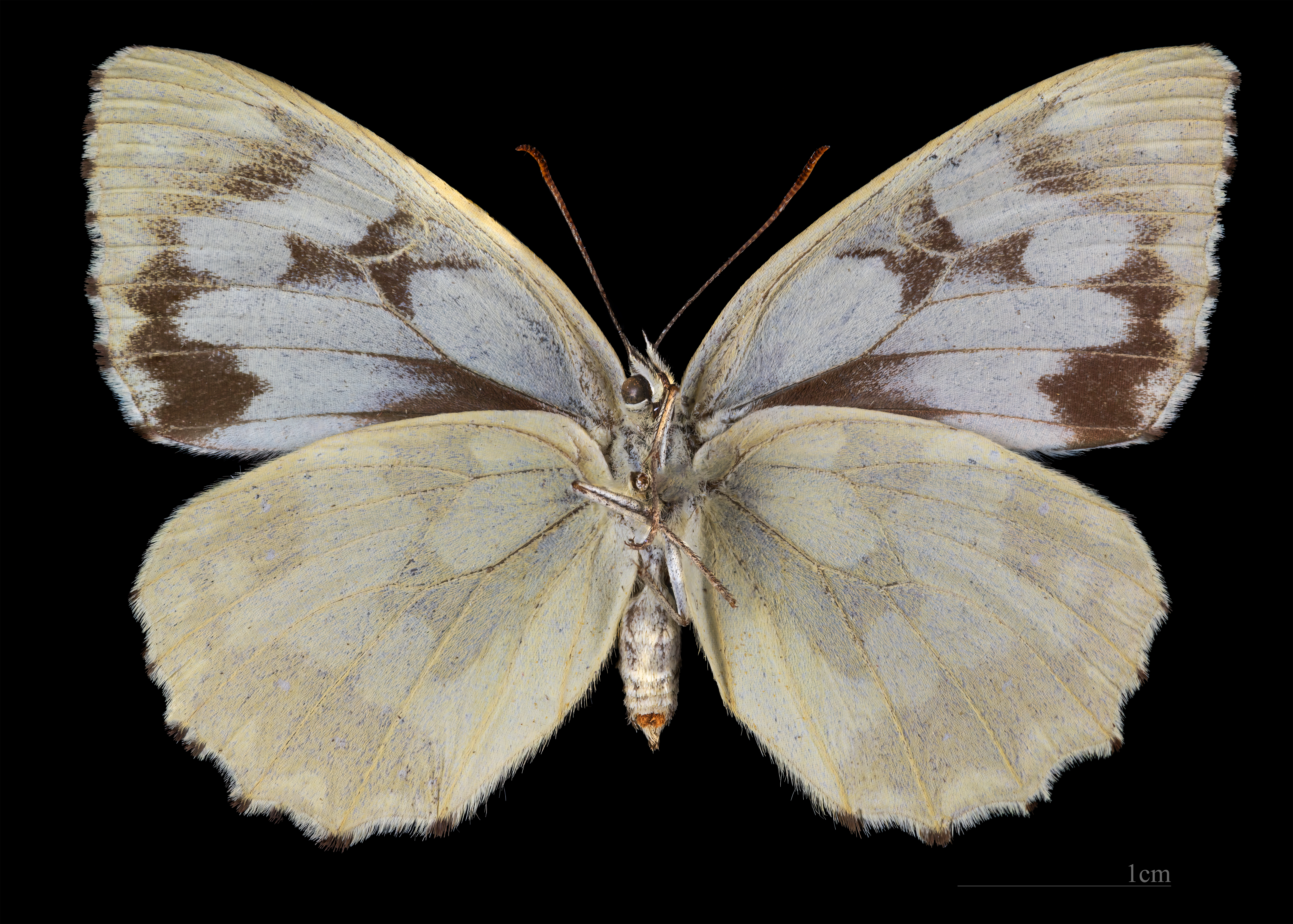
Melanargia galathea f. leucomelas ♀ △

## Le Demi-deuil et l'Homme

### Protection
C'est une espèce déterminante Znieff dans certain départements de la France métropolitaine.

## Espèces proches en Europe occidentale et au Maghreb
- Melanargia arge — Échiquier d'Italie — en Italie
- Melanargia ines — Échiquier des Almoravides — au Portugal, en Espagne, au Maroc, en Algérie, Tunisie et Libye
- Melanargia lachesis — Échiquier ibérique
- Melanargia larissa — Échiquier des Balkans
- Melanargia occitanica — Échiquier d'Occitanie — dans le sud-ouest de l'Europe, en Afrique du Nord et en Sicile
- Melanargia pherusa — Échiquier de Sicile — en Sicile
- Melanargia russiae — Échiquier de Russie — présent du sud de l'Europe au centre de l'Asie